# Теория рациональных расчётов
Название этой концепции впервые дал Ричард Талер, теория рациональных расчетов описывает процесс, в котором люди кодируют, классифицируют и оценивают экономические результаты. Человек в уме может иметь несколько "расчетных счетов" для одного и того же ресурса. Например, человек может считать, что еда в ресторане и покупка продуктов - это разные статьи расходов и совмещать оба способа питания независимо от друг друга, несмотря на то, что оба ресурса представляют собой еду и для её приобретения требуются деньги. Аналогично, как правило люди тратят больше денег на покупку при оплате кредитной картой, чем наличными, поскольку люди сравнивают стоимость товара с малым количеством ресурса (купюры в кошельке) или с большим (деньги на банковском аккаунте). Во втором случае расстаться с деньгами проще, так как снижается порог чувствительности. 